# Vẹt ngực đỏ
Vẹt ngực đỏ (tên khoa học Psittacula alexandri) là một trong loài vẹt phổ biến rộng rãi trong chi Psittacula và là loài có nhiều biết thể địa lý nhất. Nó có dễ dàng xác định bởi miếng vá màu đỏ lớn trên ngực của nó. Hầu hết các phân loài bị giới hạn ở các đảo nhỏ hoặc cụm đảo ở Indonesia. Một phân loài ở quần đảo Andaman, và một phân loài ở phần đất liền Đông Nam Á và một phần mở rộng đến bộ phận phía đông bắc của Nam Á dọc theo chân núi dãy Himalaya. Một số phân loài ở các quần đảo có thể bị đe dọa bởi việc buôn bán chim hoang dã. Ví dụ, một phân loài của Java, gần như tuyệt chủng.

## Phân loại
Loài này có nhiều phân loài:
Psittacula alexandri (Linnaeus) 1758
- Psittacula alexandri abbotti (Oberholser) 1919
- Psittacula alexandri alexandri (Linnaeus) 1758
- Psittacula alexandri cala (Oberholser) 1912
- Psittacula alexandri dammermani Chasen & Kloss 1932
- Psittacula alexandri fasciata (Statius Muller) 1776
- Psittacula alexandri kangeanensis Hoogerwerf 1962
- Psittacula alexandri major (Richmond) 1902
- Psittacula alexandri perionca (Oberholser) 1912

## Hình ảnh

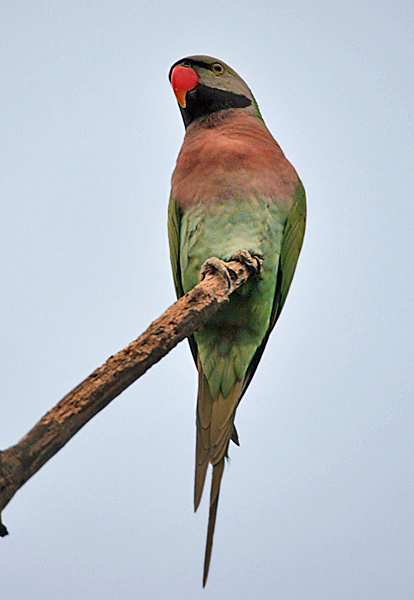
Vẹt hoang dã từ Kolkata, tây Bengal, Ấn Độ.
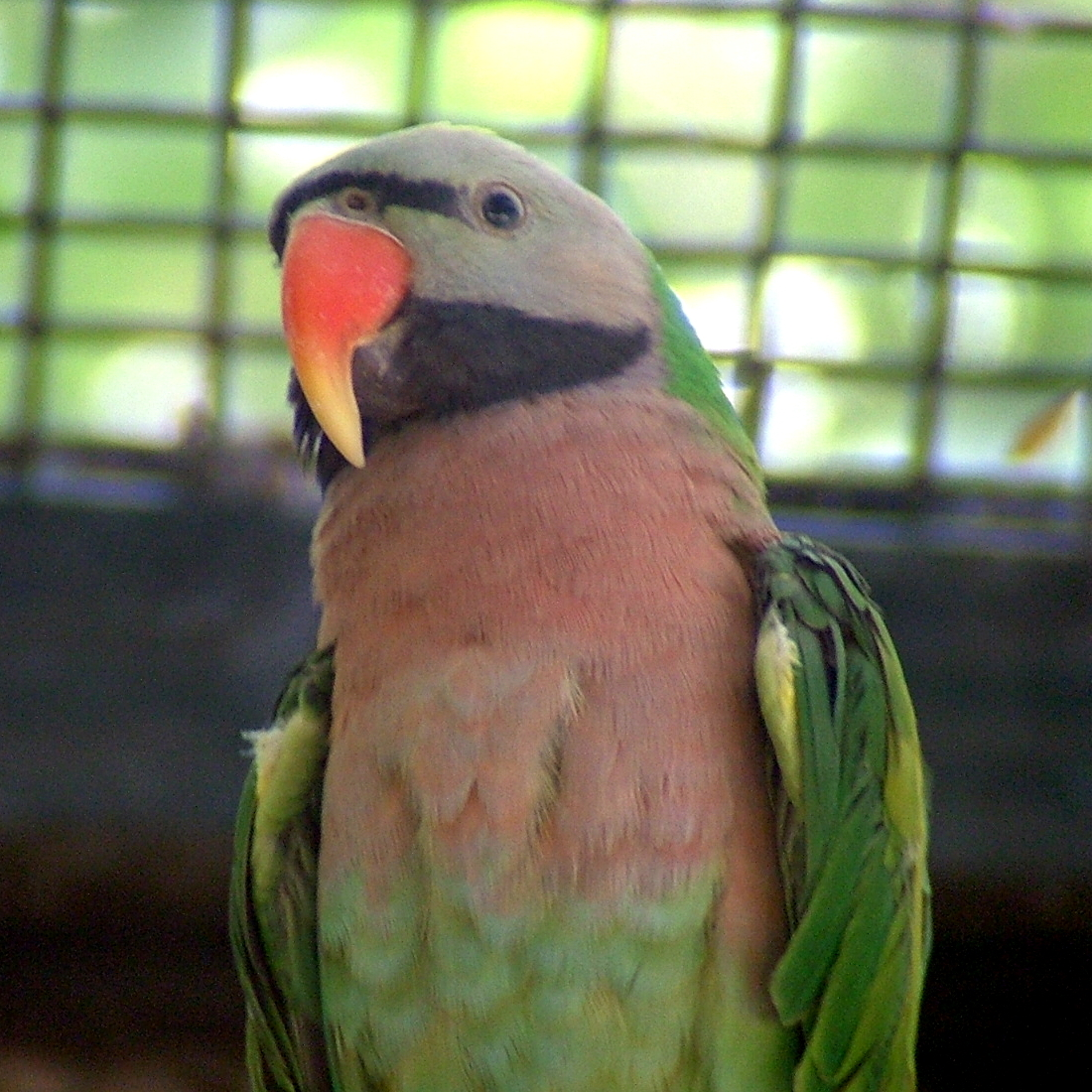
Con trống ở vườn thú Jerusalem Biblical
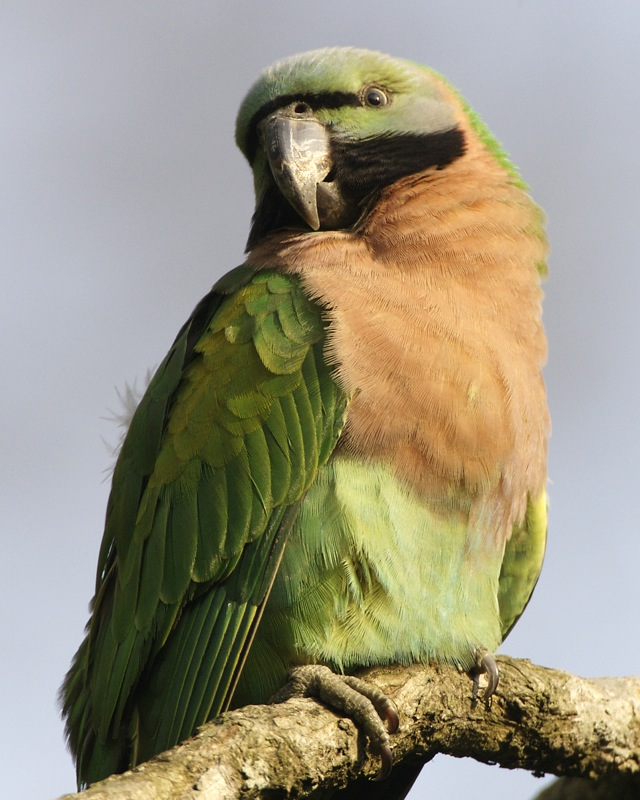
Con mái ở Assam, Ấn Độ
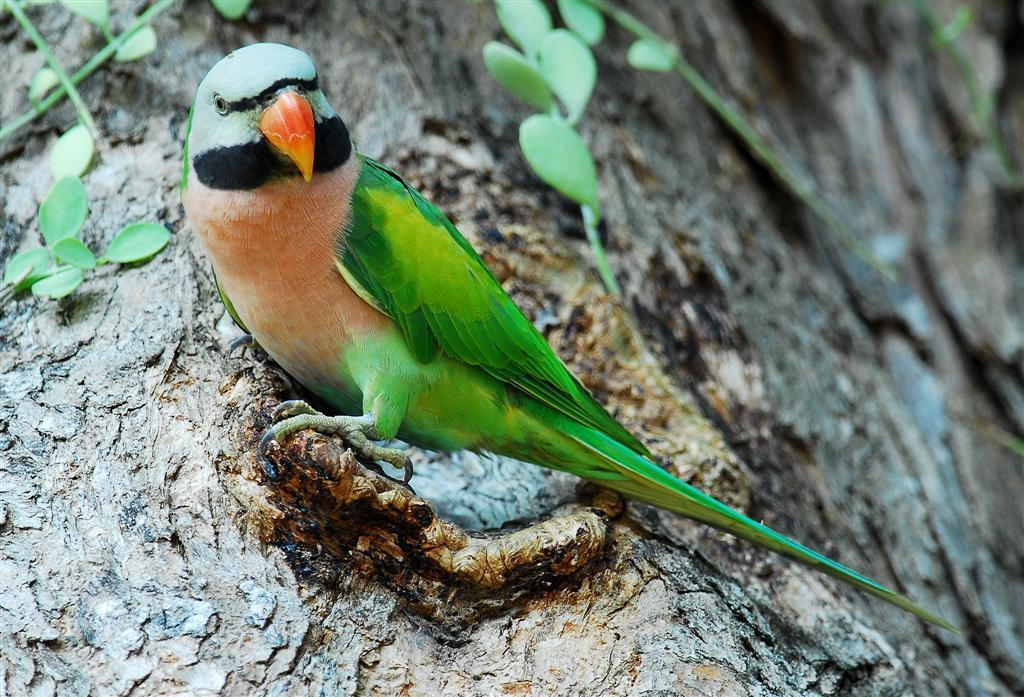
Con trống
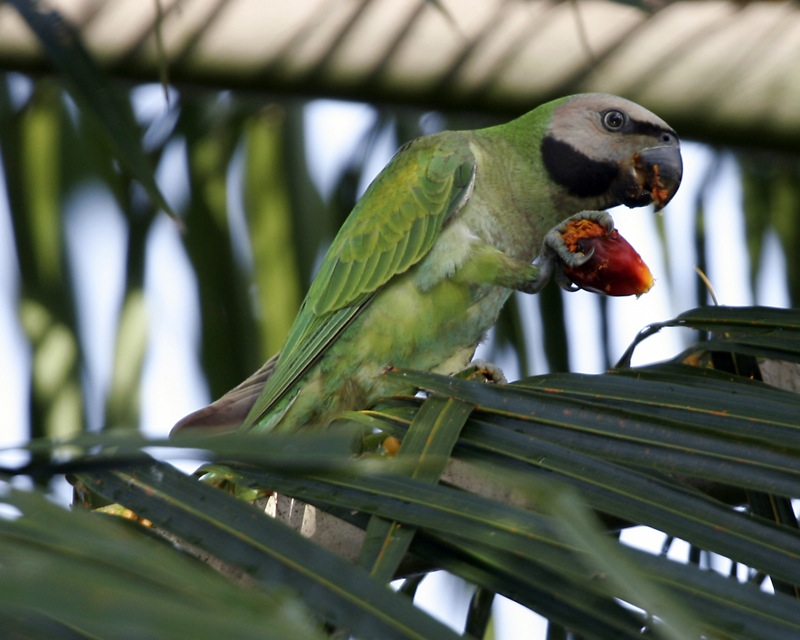
Con trống chưa trưởng thành
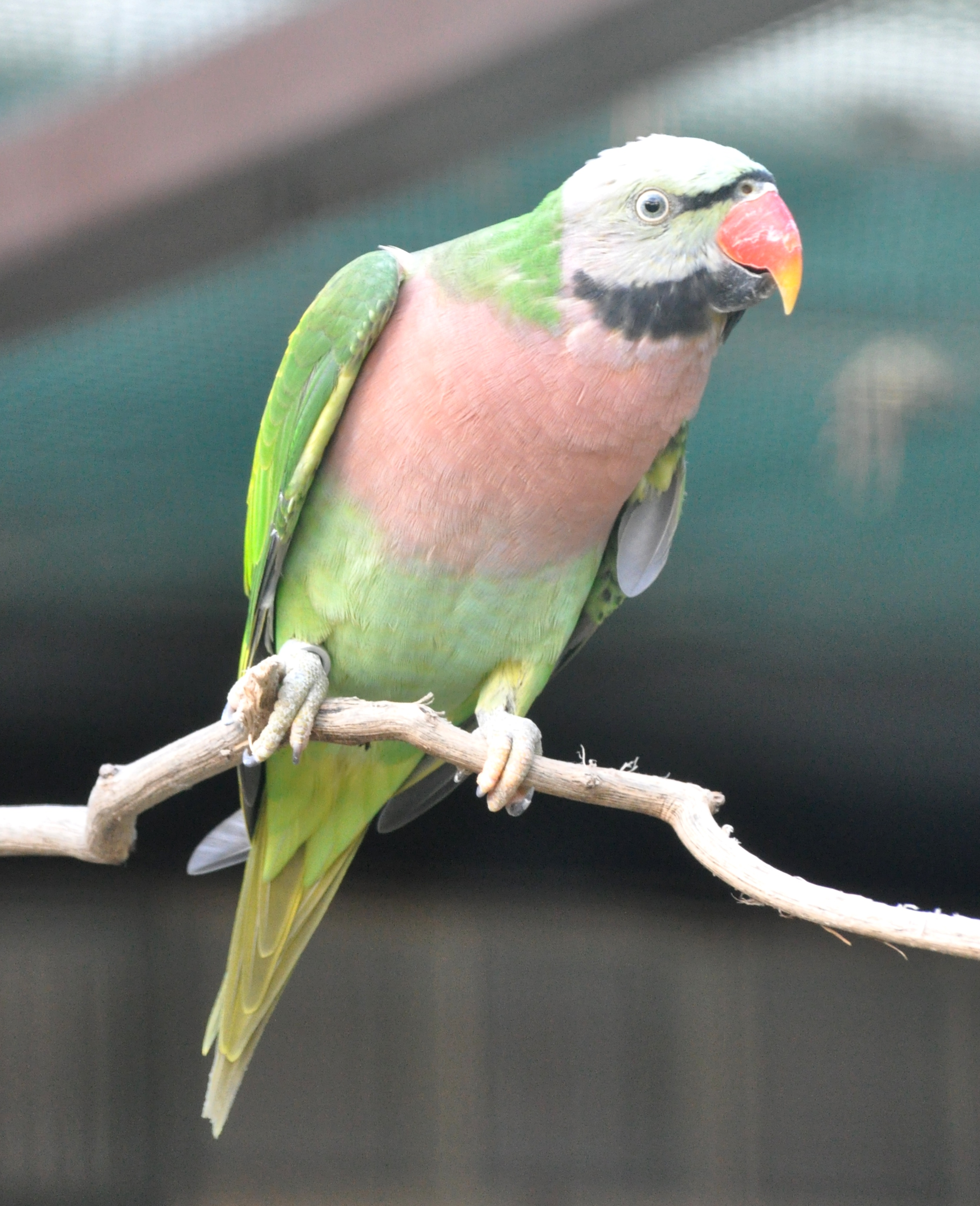
Con trống